# Quillabamba
A cidade peruana de Quillabamba é a capital da Província de La Convención, situada no Departamento de Cusco, pertencente a Região de Cusco, Peru.
12° 51′ 48″ S, 72° 41′ 35″ O